# Александър Варналиев
Александър Варналиев (на македонска литературна норма: Александар Варналиев) е политик от Социалистическа република Македония.

## Биография
Роден е на 5 септември 1931 година в град Велес, тогава в Кралство Югославия. Завършва право. Член е на Съюза на комунистите на Югославия от 1958 година. Работи като секретар на Топилницата за цинк и олово „Злетово“ в Титов Велес.
Александър Варналиев е кмет на Велес от 1969 до 1974 година. Става директор на ЖТО Скопие  В периода 1974 – 1982 година е републикански секретар за транспорт и връзки с ранг на министър в четиринадесетото и петнадесетото правителство на Социалистическа република Македония. От 1982 година е член на Централния комитет на Съюза на комунистите на Македония.